# Batis margaritae
Batis margaritae là một loài chim trong họ Platysteiridae.